# 박상혁 (1973년)
박상혁(朴商赫, 1973년 3월 20일~)은 대한민국의 정치인, 법조인이며, 제21·22대 국회의원이다.
한양대학교 총학생회장을 역임했고 김근태 국회의원, 임채정 국회의장의 비서관을 지냈다. 이후 전남대학교 법학전문대학원을 나왔으며 제1회 변호사시험에 합격했다. 변호사로서 윤일병 사건(연천 의무병 살인사건)에서 유가족 측의 대리인으로서 군 수사 당국의 은폐를 파헤치고 가해자들을 단죄하는데 참여하였으며, 서울시의회 및 공공기관 법률고문을 지냈고 문재인정부 청와대 행정관을 역임했다.

## 경력
- 2025년 6월~: 더불어민주당 수석대변인
- 2025년 6월~: 더불어민주당 원내소통수석부대표
- 2024년 4월 10일: 대한민국 제22대 국회의원 선거 당선(경기 김포시 을, 더불어민주당, 재선)
- 2023년 3월~2024년 4월: 더불어민주당 디지털전략사무부총장
- 2022년 10월~: 더불어민주당 정책위원회 상임부의장
- 2020년 9월~2021년 4월: 더불어민주당 원내부대표
- 2020년 5월~: 더불어민주당 경기도당 김포시 을 지역위원회 위원장
- 2020년 4월 15일: 대한민국 제21대 국회의원 선거 당선(경기 김포시 을, 더불어민주당, 초선)
- 2019년~: 김포와 더불어 박상혁법률사무소 대표변호사
- 2017년~2019년: 문재인 정부 대통령비서실 행정관
- 2017년: 서울시 남북교류협력위원회 위원(위원장 임동원)
- 2017년: 대한약사회 고문변호사
- 2016년: 서울특별시청 정무보좌관
- 2015년: 서울특별시교육청 행정심판위원회 위원
- 2015년: 남북경제협력재단 감사(이사장 임종석)
- 2014년~2016년: 법무법인 창조 변호사
- 2014년: 배재대학교 공공행정학과 겸임교수
- 2013년: 경찰대학교 외래교수
- 2013년~2015년: 서울특별시의회 입법 법률 고문
- 2013년~2014년: 법무법인 로텍 변호사
- 2012년: 제1회 변호사시험 합격
- 2005년~2008년: 임채정 국회의장 비서관
- 2004년~2005년: 김근태 국회의원 비서
- 1999년: 한양대학교 총학생회장
- 1998년: 한양대학교 법과대학 학생회장
- 1989년: 공항고등학교 학생회장

### 의정 활동
- 2020년 5월 30일~2024년 5월 29일: 제21대 국회의원(경기 김포시 을, 더불어민주당, 초선)
  - 2020년 6월~2022년 5월: 제21대 국회 전반기 국토교통위원회 위원
  - 2020년 9월~2021년 4월: 제21대 국회 전반기 국회운영위원회 위원
  - 2021년 9월~2021년 9월: 제21대 국회 대법관(오경미) 임명동의에 관한 인사청문특별위원회 위원
  - 2022년 7월~2024년 5월: 제21대 국회 후반기 국토교통위원회 위원
  - 2023년 6월~2024년 5월: 제21대 국회 후반기 예산결산특별위원회 위원
  - 2023년 10월~2024년 5월: 제21대 국회 후반기 국회운영위원회 위원
- 2024년 5월 30일~: 제22대 국회의원(경기 김포시 을, 더불어민주당, 재선)
  - 2024년 6월~: 제22대 국회 전반기 정무위원회 위원
  - 2024년 12월~2024년 12월: 제22대 국회 대법관(마용주) 임명동의에 관한 인사청문 특별위원회 간사
  - 2025년 7월~: 제22대 국회 전반기 국회운영위원회 위원

## 학력
- 개화국민학교 졸업
- 방화중학교 졸업
- 공항고등학교 졸업
- 한양대학교 법대 법학과 학사
- 한양대학교 대학원 국제법학과 법학 석사
- 네덜란드 Erasmus University Rotterdam 통상법학과 법학 석사(LL.M)
- 전남대학교 법학전문대학원 법학 석사
- 한양대학교 대학원 국제법학과 법학 박사과정 수료

## 병역
- 1994. 12.~1997. 2.  판문점공동경비구역(JSA) 병장 제대

## 전과
- 국가보안법위반(찬양·고무등): 징역 10월, 집행유예 1년 6월, 자격정지 1년 - 1999년 2월 19일 선고[1]

## 역대 선거 결과
|  | 53.83% |

|  | 55.52% |

## 소속 정당
| 소속 정당 | 소속 정당    | 소속 기간 | 비고      |
| --------- | ------------ | --------- | --------- |
|           | 더불어민주당 | 2019~현재 | 정계 입문 |

## 같이 보기
- 김포시 을
- 김포시의 국회의원